# Милан Дир
Милан М. Дир (Златар, 1899 — Краљево, 15. октобар 1941) је био капетан друге класе и командант Друге ваздухопловне базе Југословенског краљевског ратног ваздухопловства, хрватског порекла. Убијен је током масакра у Краљеву.

## Биографија
Рођен је 1899. године у Златару. Пре Априлског рата 1941. године, командовао је Другом ваздухопловном базом у Краљеву. Ту се оженио и добио дете.
Дир је био један од домаћина рајхсмаршалу Херману Герингу, команданту Луфтвафеа, током посете Краљеву неколико година пре рата, где је југословенска фабрика авиона „Брега” производила по наруџбини 20 авиона Дорније Do 17 за Луфтвафе.
Након капитулације Краљевине Југославије, одбио је службу у Независној Држави Хрватској и остао да живи у Краљеву.
Ухапшен је средином октобра 1941. године у Краљеву и узет за таоца током опсаде града, а ухапшен је и његов шурак Драги Стефановић. Одбио је могућност да буде ослобођен као Хрват и стрељан је са преко 2.200 таоца у краљевачком масакру. На понуду да буде пуштен, одговорио је:
И ја сам грађанин овог места. Остаћу са осталима.
Његови потомци и данас живе у Краљеву.